# Venere, Cupido e Marte
Il Venere, Cupido e Marte è un dipinto olio su tela (152 × 129 cm) di Luca Giordano databile al 1663 e conservato presso il Museo nazionale di Capodimonte a Napoli.
Il dipinto, di discreta fattura, non costituisce un'opera di primaria importanza del Giordano. L'artista napoletano, infatti, vede la sua vita artistica caratterizzata dall'altalenante qualità delle produzioni, queste ultime numerosissime e, molto probabilmente, di fattura dipendente dallo "spessore" del relativo committente. 
I contorni delle figure del dipinto risultano molto approssimative all'impaginazione della scena e la stessa risulta compressa e non perfettamente equilibrata. Inoltre la tela presenta punti di luce eccessivi che ne disarmonizzano la composizione.